# Neja (botanica)
 Neja  D.Don, 1831 è un genere di piante angiosperme dicotiledoni della famiglia delle Asteraceae, sottofamiglia Asteroideae, tribù Astereae (North American lineage) e sottotribù Conyzinae.

## Etimologia
Il nome scientifico del genere è stato definito dal botanico David Don (1799-1841) nella pubblicazione " Sweet's Hortus Britannicus: or, A catalogue of all the plants indigenous or cultivated in the gardens of Great Britain. Edition: 2d ed. London" (Hort. Brit. [Sweet], ed. 2. 299; et Brit. Flow. Gard. Ser. 2, t. 78) del 1831.

## Descrizione

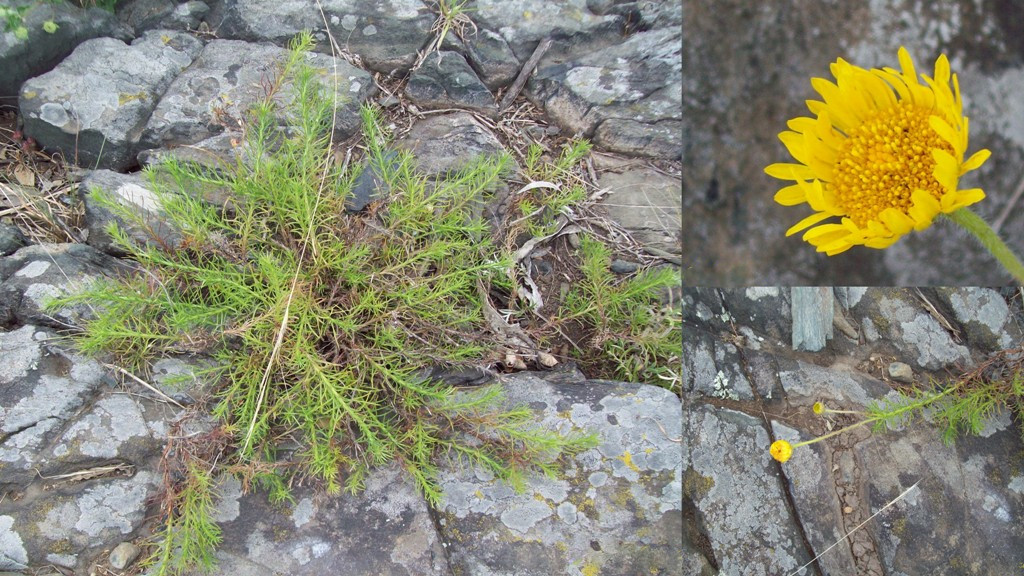
Il portamento
Neja pinifolia

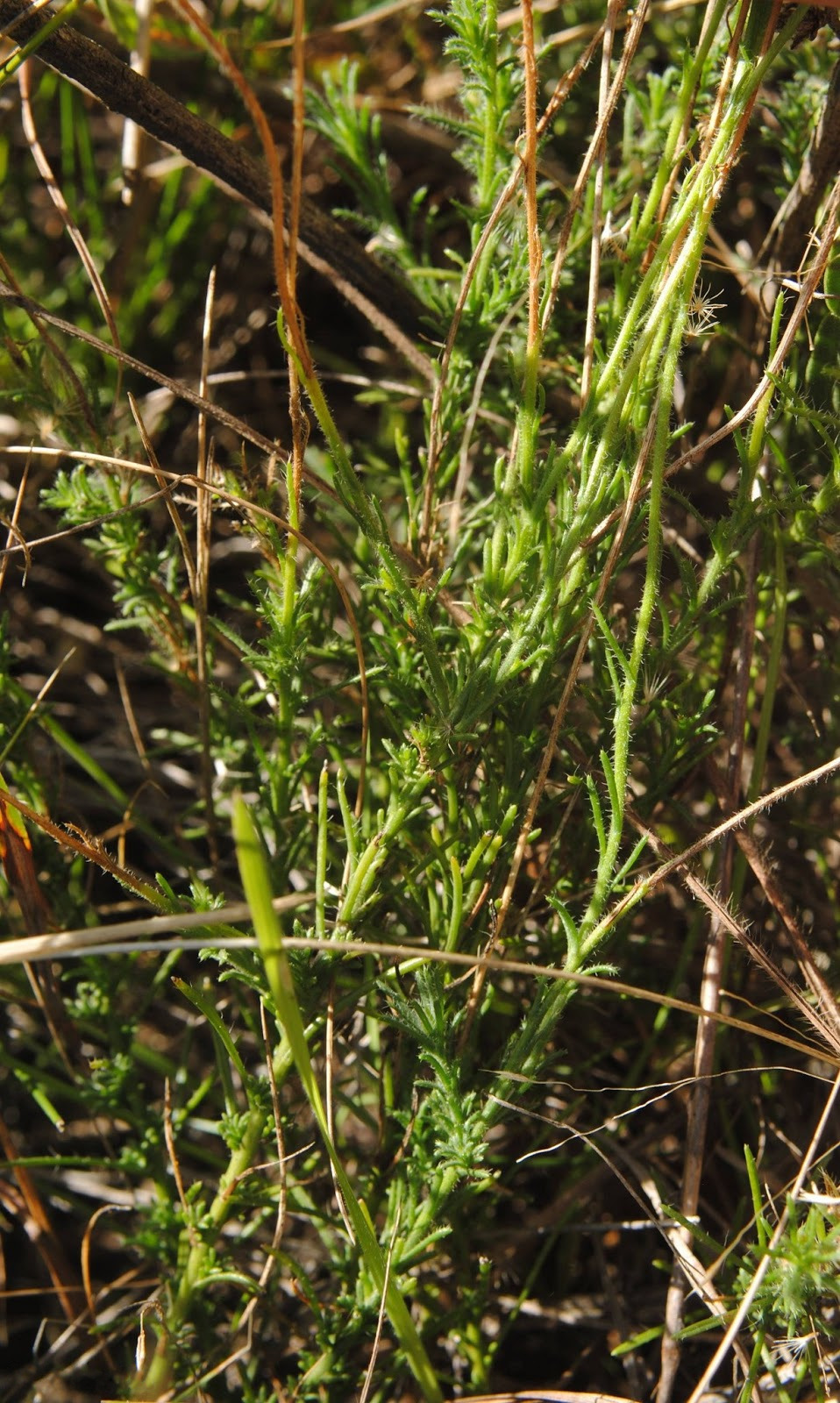
Le foglie
Neja filiformis

Portamento. Le specie di questa sottotribù hanno un ciclo biologico perenne erbaceo. Il fusto e le foglie sono diffusamente pelose per peli cigliati.
Fusto. La parte aerea in genere è eretta (scaposa), semplice o ramosa. 
Foglie. Le foglie sono perlopiù basali. La superficie può essere pelosa. Il contorno (forma) della lamina varia da filiforme o lineare-oblanceolato. 
Infiorescenza. Le sinflorescenze sono singole (un solo capolino). Le infiorescenze vere e proprie sono composte da un capolino terminale lungamente peduncolato (possono essere presenti delle bratteole) di tipo radiato o disciforme. I capolini sono formati da un involucro, con forme da emisferiche a elicoidale, composto da diverse brattee, al cui interno un ricettacolo fa da base ai fiori di due tipi: fiori del raggio e fiori del disco. Le brattee, con forme triangolari, diseguali fra di loro, sono disposte in modo più o meno embricato e scalato su 2 - 4 serie. Il ricettacolo in genere è nudo ossia senza pagliette a protezione della base dei fiori; la forma è piatta o conica. 
Fiori.  I fiori sono tetra-ciclici (formati cioè da 4 verticilli: calice – corolla – androceo – gineceo) e pentameri (calice e corolla formati da 5 elementi). Si distinguono in:
- fiori del raggio (esterni): sono femminili e sono disposti su una sola serie; la forma è ligulata (zigomorfa);
- fiori del disco (centrali): sono più numerosi con forme brevemente tubulose (attinomorfe); sono ermafroditi.

- Formula fiorale:

*/x K {\displaystyle \infty }, [C (5), A (5)], G 2 (infero), achenio
- Calice: i sepali del calice sono ridotti ad una coroncina di squame.

- Corolla: 
  - fiori del raggio: la forma della corolla alla base è più o meno tubulosa-imbutiforme, mentre all'apice è ligulata; la ligula è ampia e può terminare con alcuni denti; le corolle sono bianche o gialle;
  - fiori del disco: la forma è tubulare bruscamente divaricata in 5 lobi; i lobi, eretti, hanno una forma deltata; il colore è giallo.

- Androceo: l'androceo è formato da 5 stami sorretti da filamenti generalmente liberi; gli stami sono connati e formano un manicotto circondante lo stilo; le teche (produttrici del polline) alla base sono troncate e sono lievemente auricolate (molto raramente sono speronate o hanno una coda); le appendici apicali delle antere hanno delle forme piatte e lanceolate; il tessuto endoteciale (rivestimento interno dell'antera) è quasi sempre polarizzato (con due superfici distinte: una verso l'esterno e una verso l'interno). Il polline è sferico con un diametro medio di circa 25 micron;  è tricolporato (con tre aperture sia di tipo a fessura che tipo isodiametrica o poro) ed è echinato (con punte sporgenti).[9][11]

- Gineceo: l'ovario è infero uniloculare formato da 2 carpelli.[5] Lo stilo (il recettore del polline) è profondamente bifido (con due stigmi divergenti) e con le linee stigmatiche marginali separate.[12] I due bracci dello stilo hanno una forma più o meno deltata e possono essere papillosi o ricoperti da ciuffi di peli.

Frutti. I frutti sono degli acheni con pappo; in alcune specie è presente un certo dimorfismo (gli acheni dei fiori del raggio differiscono dagli acheni dei fiori del disco);
- achenio: gli acheni sono cilindrici-fusiformi con numerosi (da 7 a 10) nervi resinosi; la superficie è strigosa;
- pappo: il pappo è persistente o caduco ed è formato da setole disposte su 1 - 3 serie (quelle esterne possono essere formate da scaglie).

## Biologia
Impollinazione: l'impollinazione avviene tramite insetti (impollinazione entomogama tramite farfalle diurne e notturne).

Riproduzione: la fecondazione avviene fondamentalmente tramite l'impollinazione dei fiori (vedi sopra).

Dispersione: i semi (gli acheni) cadendo a terra sono successivamente dispersi soprattutto da insetti tipo formiche (disseminazione mirmecoria). In questo tipo di piante avviene anche un altro tipo di dispersione: zoocoria. Infatti gli uncini delle brattee dell'involucro (se presenti) si agganciano ai peli degli animali di passaggio disperdendo così anche su lunghe distanze i semi della pianta. Inoltre per merito del pappo il vento può trasportare i semi anche a distanza di alcuni chilometri (disseminazione anemocora).

## Distribuzione e habitat
Le specie di questo genere sono distribuite in America del Sud e Cuba.

## Sistematica
La famiglia di appartenenza di questa voce (Asteraceae o Compositae, nomen conservandum) probabilmente originaria del Sud America, è la più numerosa del mondo vegetale, comprende oltre 23.000 specie distribuite su 1.535 generi, oppure 22.750 specie e 1.530 generi secondo altre fonti (una delle checklist più aggiornata elenca fino a 1.679 generi). La famiglia attualmente (2021) è divisa in 16 sottofamiglie; la sottofamiglia Asteroideae è una di queste e rappresenta l'evoluzione più recente di tutta la famiglia.

### Filogenesi
La tribù Astereae (una delle 21 tribù della sottofamiglia Asteroideae) comprende circa 40 sottotribù. In base alle ultime ricerche nella tribù sono stati individuati (provvisoriamente) 5 principali lignaggi:
- Basal grade: include alcuni generi isolati, il gruppo "South American-Oceania",  alcune sottotribù africane e il gruppo dei generi legnosi del Madagascar.
- Bellis lineage: comprende le sottotribù eurasiatiche e una sottotribù africana.
- Aster lineage: include i generi asiatici di Asterinae e i principali gruppi dell'Australia e dell'Oceania.
- Baccharis lineage: include alcuni gruppi sudamericani.
- North American lineage: include la vasta gamma di sottotribù del Nordamerica, Messico e alcuni gruppi distribuiti nel Sudamerica.

Il genere  Neja (insieme alla sottotribù Conyzinae) è incluso nel lignaggio "North American lineage". Alcune analisi di tipo filogenetico hanno diviso la sottotribù in 6 cladi;  Neja è incluso nel V clade (relativo all'areale dell'America Latina/Europa).
I caratteri distintivi del genere sono:
- il fusto e le foglie sono diffusamente pelose per peli cigliati;
- le foglie sono filiformi o lineari-oblanceolate;
- gli acheni sono cilindrici-fusiformi con numerosi nervi resinosi.

### Elenco delle specie
Questo genere ha 5 specie:
- Neja dianthifolia (Griseb.) G.L.Nesom
- Neja filiformis  (Spreng.) Nees
- Neja marginata  (Griseb.) G.L.Nesom
- Neja pinifolia  (Poir.) G.L.Nesom
- Neja pulvinata  (Cabrera) G.L.Nesom